# جزيرة سايبل
 جزيرة سايبل (بالفرنسية île de Sable) هي جزيرة كندية تقع على بعد 180 كم جنوب مقاطعة نوفا سكوشا في المحيط الأطلسي،يقطنها 5 اشخاص فقط (4 علماء البيئة الكندية وباحث مقيم) لكن في الصيف يزدادالعدد حيث يحضر عدد من المقاولون والعلماء و الباحثون والمصورون. تبلغ مساحتها 34كم مربع. تشتهر الجزيرة بوجود الاحصنة الوحشية التي تعرف باحصنة جزيرة سايبل.

## المناخ
يظهر الجدول التالي التغييرات المناخية على مدار السنة لجزيرة سايبل:
| البيانات المناخية لـجزيرة سايبل    | البيانات المناخية لـجزيرة سايبل | البيانات المناخية لـجزيرة سايبل | البيانات المناخية لـجزيرة سايبل | البيانات المناخية لـجزيرة سايبل | البيانات المناخية لـجزيرة سايبل | البيانات المناخية لـجزيرة سايبل | البيانات المناخية لـجزيرة سايبل | البيانات المناخية لـجزيرة سايبل | البيانات المناخية لـجزيرة سايبل | البيانات المناخية لـجزيرة سايبل | البيانات المناخية لـجزيرة سايبل | البيانات المناخية لـجزيرة سايبل | البيانات المناخية لـجزيرة سايبل |
| الشهر                              | يناير                           | فبراير                          | مارس                            | أبريل                           | مايو                            | يونيو                           | يوليو                           | أغسطس                           | سبتمبر                          | أكتوبر                          | نوفمبر                          | ديسمبر                          | المعدل السنوي                   |
| ---------------------------------- | ------------------------------- | ------------------------------- | ------------------------------- | ------------------------------- | ------------------------------- | ------------------------------- | ------------------------------- | ------------------------------- | ------------------------------- | ------------------------------- | ------------------------------- | ------------------------------- | ------------------------------- |
| الدرجة القصوى °م (°ف)              | 14.5 (58.1)                     | 12.8 (55.0)                     | 13.7 (56.7)                     | 13.9 (57.0)                     | 17.8 (64.0)                     | 21.7 (71.1)                     | 26.7 (80.1)                     | 27.8 (82.0)                     | 27.0 (80.6)                     | 22.8 (73.0)                     | 18.9 (66.0)                     | 15.6 (60.1)                     | 27.8 (82.0)                     |
| متوسط درجة الحرارة الكبرى °م (°ف)  | 3.0 (37.4)                      | 1.8 (35.2)                      | 3.3 (37.9)                      | 6.5 (43.7)                      | 10.2 (50.4)                     | 14.2 (57.6)                     | 18.5 (65.3)                     | 20.7 (69.3)                     | 18.6 (65.5)                     | 14.3 (57.7)                     | 9.9 (49.8)                      | 5.5 (41.9)                      | 10.6 (51.1)                     |
| المتوسط اليومي °م (°ف)             | −0.1 (31.8)                     | −1.2 (29.8)                     | 0.7 (33.3)                      | 4.0 (39.2)                      | 7.5 (45.5)                      | 11.4 (52.5)                     | 15.8 (60.4)                     | 17.9 (64.2)                     | 15.8 (60.4)                     | 11.7 (53.1)                     | 7.3 (45.1)                      | 2.5 (36.5)                      | 7.8 (46.0)                      |
| متوسط درجة الحرارة الصغرى °م (°ف)  | −3.1 (26.4)                     | −4.2 (24.4)                     | −2.0 (28.4)                     | 1.5 (34.7)                      | 4.8 (40.6)                      | 8.6 (47.5)                      | 13.0 (55.4)                     | 15.1 (59.2)                     | 13.0 (55.4)                     | 9.1 (48.4)                      | 4.6 (40.3)                      | −0.5 (31.1)                     | 5.0 (41.0)                      |
| أدنى درجة حرارة °م (°ف)            | −19.4 (−2.9)                    | −18.3 (−0.9)                    | −13.6 (7.5)                     | −8.9 (16.0)                     | −8.3 (17.1)                     | 0.6 (33.1)                      | 3.0 (37.4)                      | 4.4 (39.9)                      | 0.6 (33.1)                      | −1.2 (29.8)                     | −7.8 (18.0)                     | −16.7 (1.9)                     | −19.4 (−2.9)                    |
| الهطول مم (إنش)                    | 144.7 (5.70)                    | 112.5 (4.43)                    | 130.4 (5.13)                    | 114.8 (4.52)                    | 101.3 (3.99)                    | 115.9 (4.56)                    | 100.8 (3.97)                    | 121.6 (4.79)                    | 129.5 (5.10)                    | 144.9 (5.70)                    | 150.7 (5.93)                    | 144.5 (5.69)                    | 1٬511٫6 (59.51)                 |
| معدل هطول الأمطار مم (إنش)         | 110.4 (4.35)                    | 92.4 (3.64)                     | 107.7 (4.24)                    | 105.9 (4.17)                    | 101.2 (3.98)                    | 115.9 (4.56)                    | 100.8 (3.97)                    | 121.6 (4.79)                    | 129.5 (5.10)                    | 144.8 (5.70)                    | 145.1 (5.71)                    | 123.7 (4.87)                    | 1٬399 (55.08)                   |
| متوسط تساقط الثلوج سم (إنش)        | 33.3 (13.1)                     | 19.8 (7.8)                      | 22.1 (8.7)                      | 9.1 (3.6)                       | 0.1 (0.0)                       | 0.0 (0.0)                       | 0.0 (0.0)                       | 0.0 (0.0)                       | 0.0 (0.0)                       | trace                           | 5.2 (2.0)                       | 18.6 (7.3)                      | 108.3 (42.6)                    |
| متوسط أيام هطول الأمطار (≥ 0.2 mm) | 20.4                            | 16.8                            | 16.7                            | 16.0                            | 14.5                            | 13.9                            | 13.5                            | 12.0                            | 12.4                            | 16.2                            | 19.3                            | 19.8                            | 191.5                           |
| متوسط الأيام الممطرة (≥ 0.2 mm)    | 12.1                            | 9.9                             | 12.5                            | 15.1                            | 15.3                            | 13.8                            | 13.3                            | 12.4                            | 13.0                            | 16.2                            | 18.7                            | 15.6                            | 167.8                           |
| متوسط الأيام المثلجة (≥ 0.2 cm)    | 11.6                            | 10.0                            | 7.2                             | 2.6                             | 0.19                            | 0.0                             | 0.0                             | 0.0                             | 0.0                             | 0.06                            | 2.8                             | 8.6                             | 43.0                            |
| ساعات سطوع الشمس الشهرية           | 61.0                            | 78.6                            | 119.0                           | 140.0                           | 169.4                           | 186.6                           | 192.3                           | 194.3                           | 174.1                           | 138.3                           | 80.2                            | 61.8                            | 1٬595٫5                         |
| نسبة وصول أشعة الشمس               | 21.2                            | 26.6                            | 32.2                            | 34.8                            | 37.1                            | 40.4                            | 41.1                            | 44.8                            | 46.3                            | 40.4                            | 27.6                            | 22.2                            | 34.6                            |
| المصدر: Environment Canada         |                                 |                                 |                                 |                                 |                                 |                                 |                                 |                                 |                                 |                                 |                                 |                                 |                                 |